# Clotilde Lambert
Pour les articles homonymes, voir Lambert.
Clotilde Lambert épouse Couturier (née le 6 septembre 1954 à Paris et morte dans cette même ville le 18 mars 2018) est une athlète française, spécialiste du lancer du javelot.

## Biographie
Elle est sacrée championne de France du lancer du javelot en 1973 et 1975.
Son record personnel au lancer du javelot est de 51,96 m (1976).